# Феррари, Пьетро Мельхиорре
Пьетро Мельхиорре Феррари (итал. Pietro Melchiorre Ferrari; 2 февраля 1735, Сисса — 3 октября 1787, Парма, Эмилия-Романья) — итальянский живописец эпохи рококо эмилианской школы.

## Биография
Пьетро Мельхиорре родился в 1735 году в семье малоизвестного живописца и архитектора Паоло Феррари (1705—1792). Учился живописи у отца, затем у художника и аббата Джузеппе Перони, после чего в Болонье) у Витторио Бигари.
Вернувшись из Болоньи в Парму, Феррари поступил в местную Академию изящных искусств, где среди его учителей был Джузеппе Бальдриги. Он выиграл два конкурса Академии в 1760 и в 1761 годах. В дальнейшем являлся придворным живописцем пармского владетельного герцога Фердинанда I де Бурбона, писал портреты а также алтарные картины для церквей.
В зрелый период творчества Пьетро Мельхиорре испытал влияние французской живописи того времени, прежде всего, Антуана Ватто и Жан-Марка Наттье. Среди его произведений — «Святая Анна» и «Святое семейство». Он написал несколько известных портретов, среди которых выделяются портреты Гийома дю Тийо, министра герцогства Пармского, и герцога Фердинанда Бурбонского. Ему также приписывают портрет феррарской певицы Лукреции Агуяри.
Художник скончался в Парме и был похоронен там же в церкви Сан-Квинтино.

## Галерея

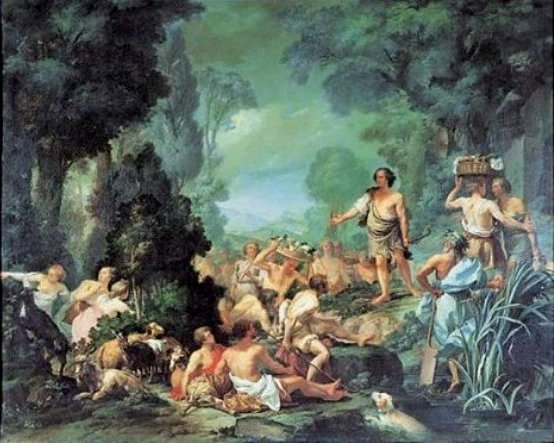
Поэт Карло-Инноченцо Фругони в Аркадии. 1763. Холст, масло
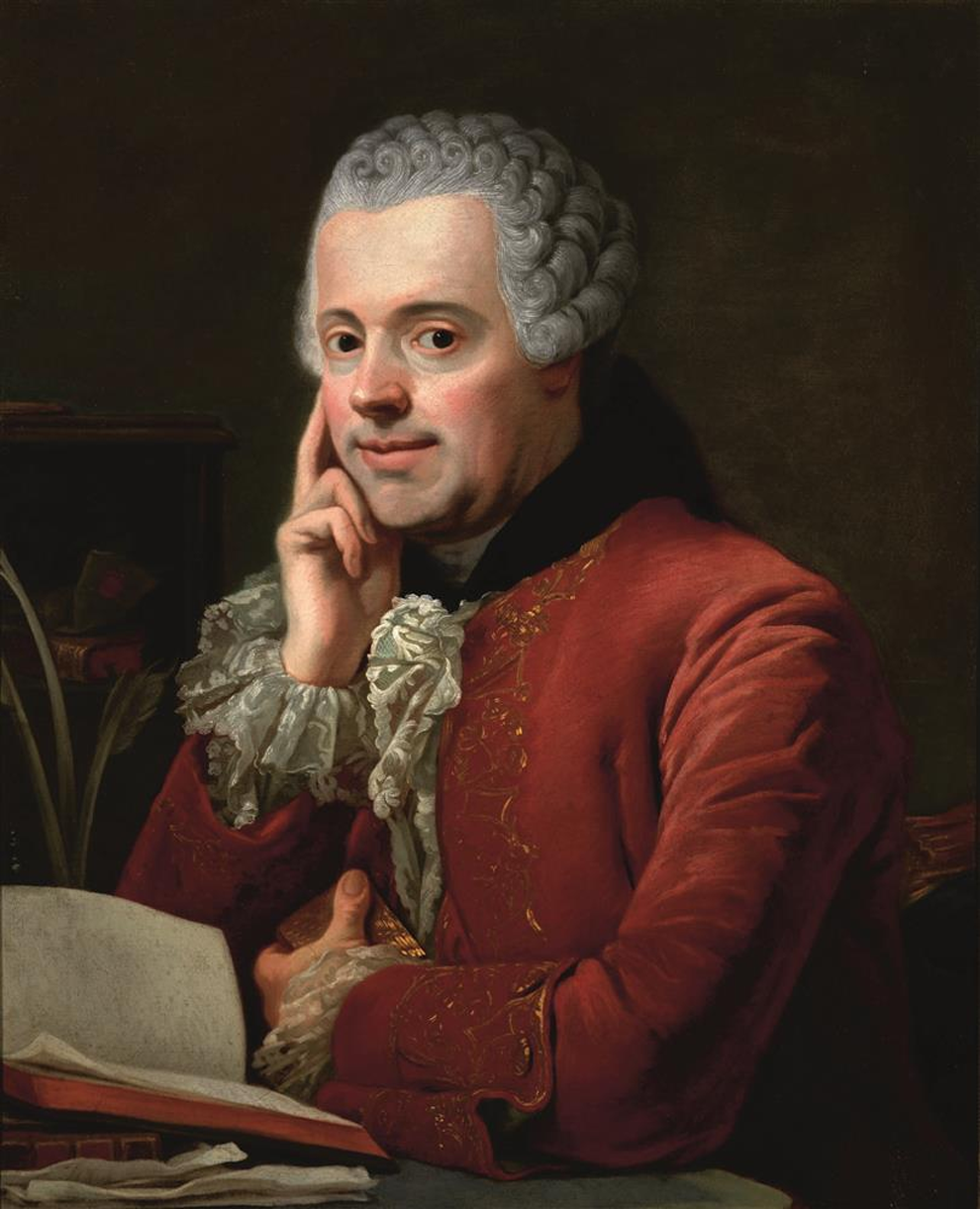
Гийом дю Тийо. Холст, масло. Библиотека Палатина, Парма
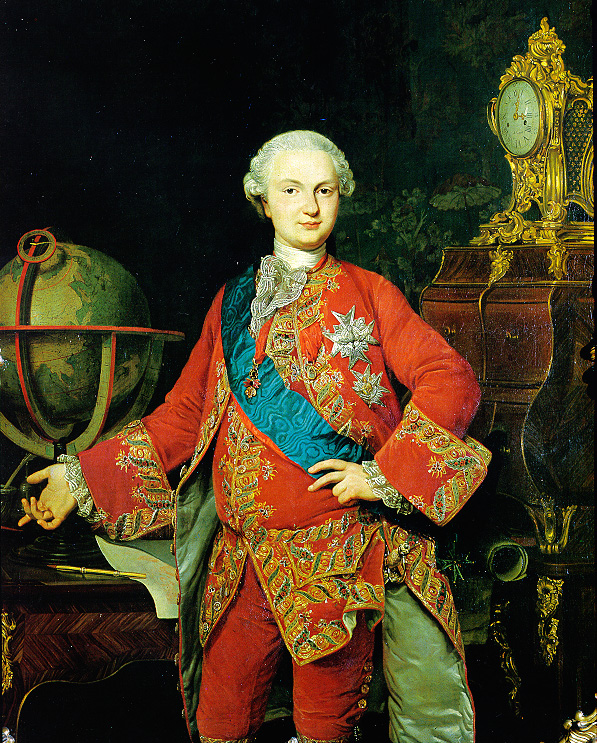
Портрет владетельного герцога Фердинанда I Бурбон-Пармского. Между 1765 и 1769. Холст, масло. Национальная галерея, Парма
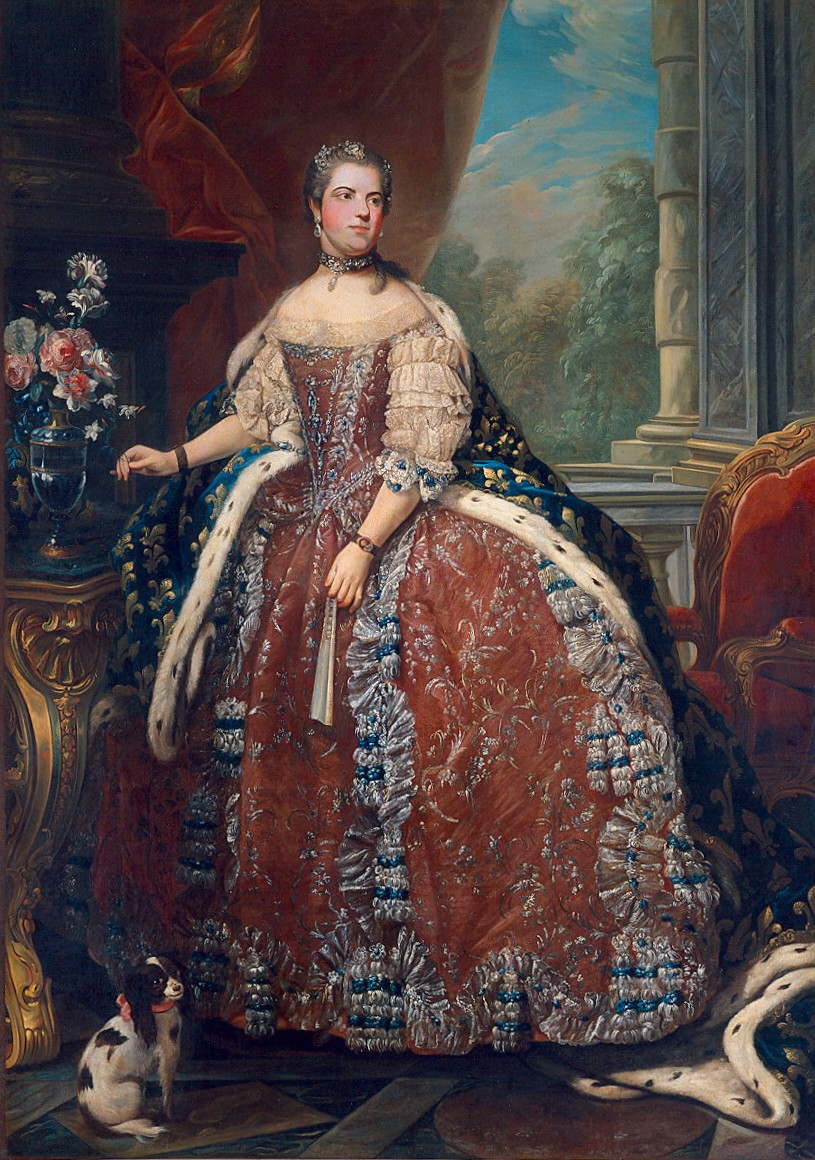
Герцогиня Луиза Элизабета Пармская. 1765. Холст, масло. Национальная галерея, Парма
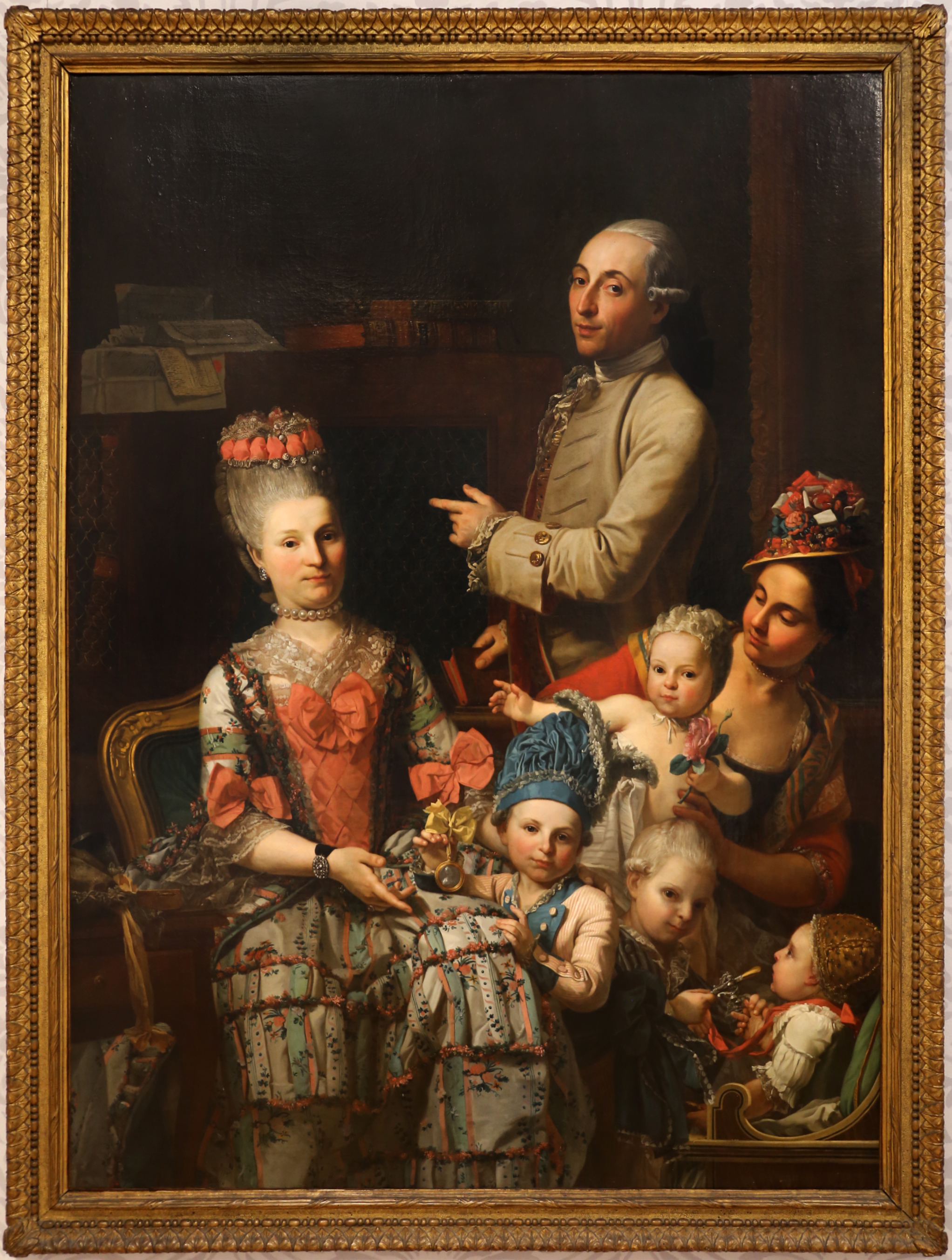
Антония Гидини с семьёй. Между 1755 и 1780. Холст, масло. Частное собрание
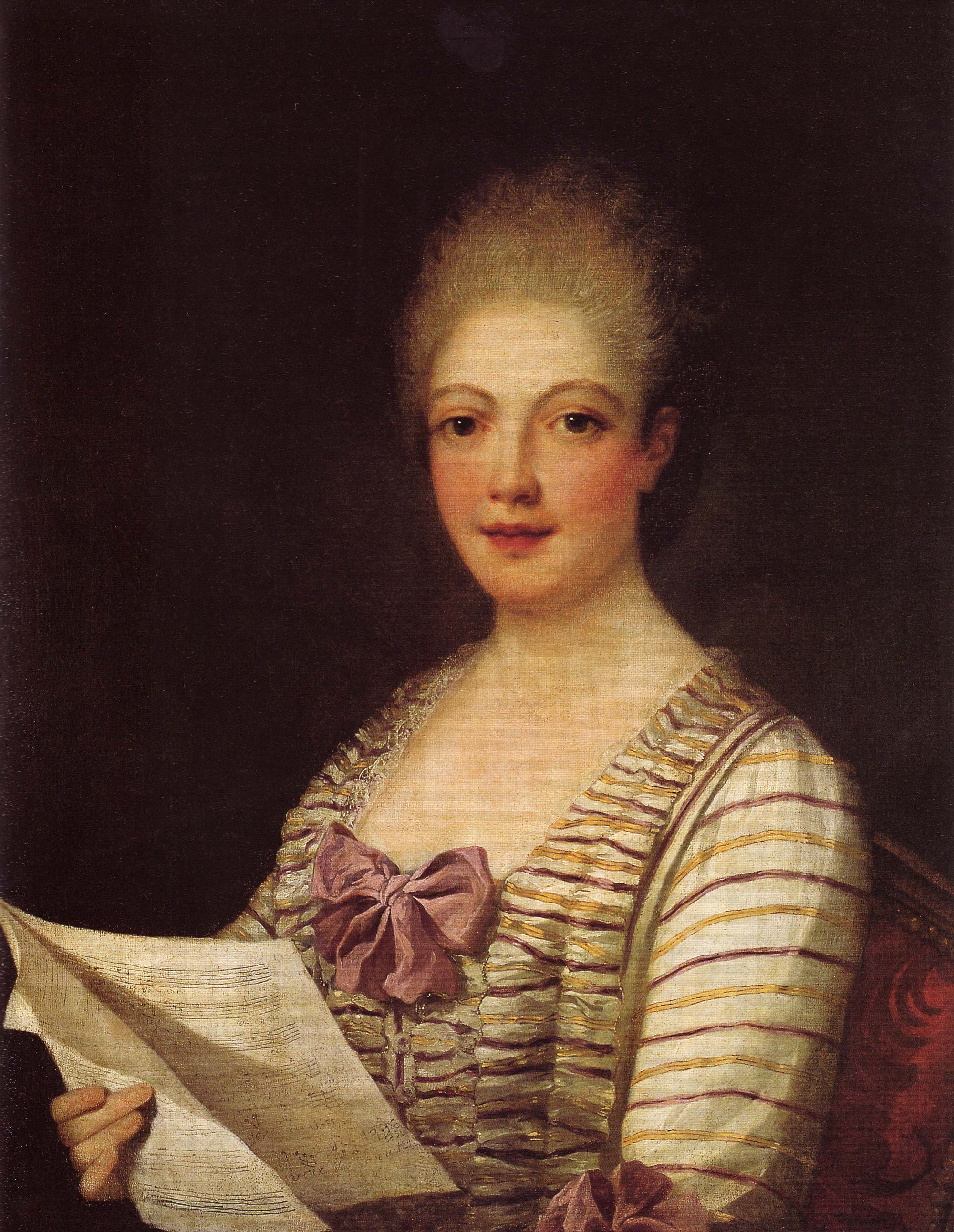
Портрет певицы Лукреции Агуяри. Холст, масло. Частное собрание